# Шалінг
Шалінг (словац. Šaling) — річка; права притока Чєрного Грону, протікає в окрузі Брезно.
Довжина приблизно 9,7-9,8 км. Витік знаходиться в масиві Вепорські гори (геоморфологічна підодиниця Балоцькі гори; схил гори Розсипок) — на висоті приблизно 1035 метрів.
Протікає територією села Черний Балоґ. Впадає в Чєрний Грон на висоті приблизно 575 метрів.